# Baruj Benacerraf
Baruj Benacerraf (Caracas, 29 de outubro de 1920 — Jamaica Plain, 2 de agosto de 2011) foi um imunologista venezuelo-estadunidense.
Foi co-galardoado com o Nobel de Fisiologia ou Medicina de 1980, pela "descoberta do grande complexo histocompatibilidade de genes que codificam moléculas de superfície celular, importantes para a distinção entre o próprio e não-próprio no sistema imunológico".
Filho de judeus sefarditas originários do Magrebe, irmão do filósofo Paul Benacerraf.